# Bene Merentibus (moneta)
Bene Merentibus (lub Merentibus) – złote (próby 999,9) i srebrne  (próby 999) monety kolekcjonerskie produkowane przez Mennicę Polską dla pacyficznego terytorium Niue. Są one prawnymi środkami płatniczymi Niue, a ich wartość inwestycyjna ustalana jest w zależności od aktualnego kursu kruszcu. Produkcję rozpoczęto w marcu 2012 r.
Na rewersie przedstawione jest popiersie Stanisława Augusta Poniatowskiego. Na awersie widnieje informacja o próbie i masie monety, głowa królowej brytyjskiej Elżbiety II, nazwa "Niue Island", nominał, oraz data wybicia. Brzeg jest gładki. Wyemitowano monety:
- złota, o masie 1 kg i średnicy 90,0 mm, o nominale 10 000 dolarów Niue; nakład 10 szt.[3][4]
- srebrna, o masie  400 g i średnicy 90,0 mm, o nominale 100 dolarów; nakład 50 szt.[4]
- złota, o masie 1 oz i średnicy 32,0 mm, o nominale 50 dolarów[5]
- złota, o masie 0,5 oz i średnicy 27,0 mm, o nominale 25 dolarów[5]